# Cishtiyya
La Cishtiyya in arabo ﺷﺸﺘﻴـة‎?, Shishtiyya} (in persiano چشتیه‎, Chishtiyya} è una ṭarīqa sufi islamica che deriva il suo nome dalla cittadina di  Cisht, vicino a Herat (Afghanistan), dove vide la luce verso il 930. L'ordine Cishti è noto per l'enfasi data all'amore, alla tolleranza e all'apertura mentale.
La Cishtiyya è principalmente diffusa in Afghanistan e nell'Asia meridionale ed è il primo ordine sufi - dopo la Qadiriyya, la Suhrawardiyya e la Naqshbandiyya) a diffondersi in questa regione. Mo'inoddin Cishti introdusse la Cishtiyya a Lahore (Punjab, India) e ad Ajmer (Rajasthan, India), verso la metà del XII secolo. Egli era l'ottavo in linea di successione rispetto al fondatore dell'Ordine, Abū Isḥāq Shāmī. 
Esistono varie branche dell'Ordine, le più importanti delle quali sono nell'Asia meridionale.
Nel XX secolo, l'Ordine si è diffuso fuori dall'Afghanistan e dall'Asia meridionale. I Maestri cishti hanno istituito centri nel Regno Unito, negli Stati Uniti d'America, in Australia e nell'Africa orientale e meridionale.

## Principi guida
La Cishtiyya è forse meglio nota per la sua accoglienza, che essi estendono ai seguaci di altre fedi religiose. I santuari cishti in Asia meridionale sono aperti alle altre fedi e attirano grandi folle in occasione delle loro festività.
Gli Shaykh cishti sottolineano l'importanza di tenersi lontano dai poteri mondani. Una persona di governo può essere una guida o un discepolo, ma egli (o ella) sarà sempre trattata come ogni altro devoto. Un insegnante cishti non deve operare a corte o essere coinvolto in affari di Stato, dal momento che questo corromperebbe la sua anima per la contaminazione prodotta da questioni terrene. 
Gli affiliati alla Cishtiyya credono che questa loro insistenza su materie ultramondane li differenzi dagli altri ordini sufi, che mantengono stretti legami con governanti e le loro corti.
La pratica cishti è rilevante anche per il samāʿ

## Linea spirituale di discendenza
1. ʿAlī ibn Abī Ṭālib
2. al-Ḥasan al-Baṣrī (m. 728))
3. ʿAbd al-Wāḥid b. Zayd (m. 793)
4. Fuḍayl b. ʿIyāḍ al-Tamīmī
5. Ibrāhīm b. Adham (leggendario asceta sufi)
6. Ḥudhayfa al-Marʿashī
7. Amīnoddīn Abū Ḥubayra al-Baṣrī
8. Mumshād Dīnawarī
9. Abū Isḥāq Shāmī (m. 940, fondatore dell'Ordine della Cishtiyya)
10. Abū Aḥmad Cishtī
11. Abū Muḥammad Cishtī
12. Abū Yūsuf Naṣaroddin Cishtī (m. 1067)
13. Qutboddin Maudud Cishtī (figlio di Abu Yusuf, m. 1139)
14. Ḥajjī Sharīf Zindanī (m. 1215)
15. Usman Haruni (m. 1220)
16. Moʿīnoddīn Cishtī (1141-1230)
17. Quṭboddīn Bakhtiyār Kākī (1173-1228)
18. Farīdoddīn Masʿūd ("Bābā Farid", 1173 o 1175 - 1266)

Dopo Farīdoddīn Masʿūd, la Cishtiyya si è divisa in due branche:
- Cishtī Sabri, che segue l'insegnamento di Alaoddin Sabir Kaliyari (branca Sabiri/Sabriyya)
- Cishtī Nizami, che segue l'insegnamento di Nizāmoddīn Auliyā. (branca Nizami/Nizamiyya)

## Storia

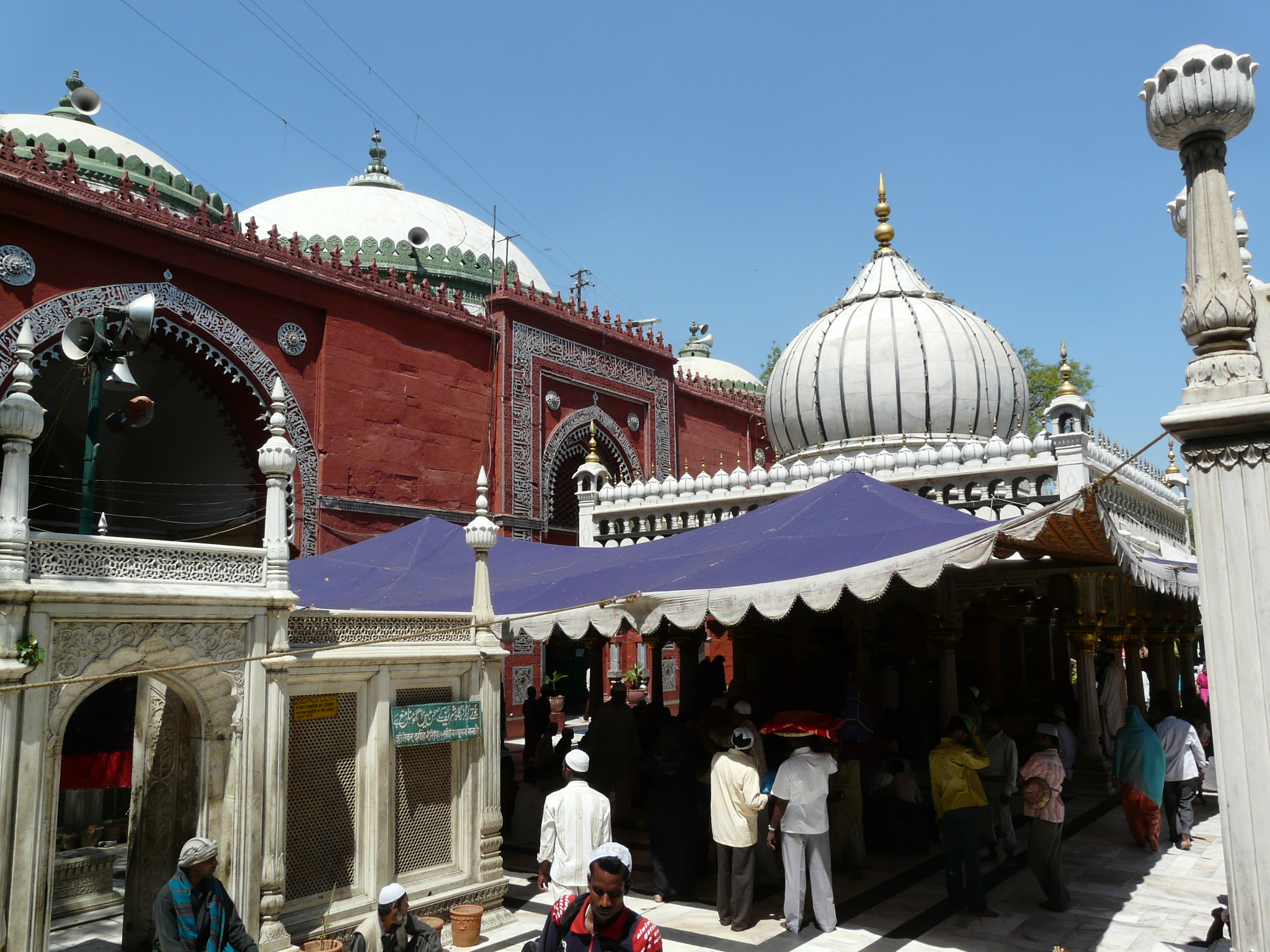
Mughal princess Jahan Ara's tomb (left), Nizamuddin Auliya's tomb (right) and Jama'at Khana Masjid (background), at Nizamuddin Dargah complex, in Nizamuddin West, Delhi